# Valentin Lüthi
Valentin Lüthi (* 7. Juli 1993 in Oppligen) ist ein Schweizer Eishockeyspieler, der seit 2018 beim HC La Chaux-de-Fonds in der Schweizer Swiss League unter Vertrag steht.

## Karriere
Lüthi stammt aus der Juniorenabteilung der SCL Tigers, wo er zusammen mit seinem Zwillingsbruder Florian sämtliche Juniorenstufen durchlief. Während der Spielzeit 2011/12 wurde Lüthi erstmals auch im Fanionteam der Langnauer eingesetzt und absolvierte während jener Spielzeit insgesamt 6 Partien in der National League A. In der Spielzeit 2012/13 wurde Lüthi weiterhin hauptsächlich bei den Elite-A-Junioren der SCL Tigers eingesetzt, wo er insgesamt 20 Partien bestritt. Daneben kam er aber auch zu 6 Einsätzen im Fanionteam sowie zu 4 Einsätzen beim EHC Visp in der National League B. Ende Mai 2013 wurde bekannt, dass Lüthi zur Saison 2013/14 zu den Rapperswil-Jona Lakers wechselt wo er einen Zweijahresvertrag unterzeichnet hat. Zum Ende der Saison 2015/2016 erhielt er ein Angebot vom EHC Biel, welchem er Folge leistete und seit Mai 2016 bei den Seeländern unter Vertrag steht. Nachdem im Sommer 2018 ein geplanter Wechsel zum SC Langenthal aufgrund eines nicht bestandenen Fitness-Checks gescheitert war, unterzeichnete er bei dessen Ligakonkurrenten HC La Chaux-de-Fonds einen Vertrag über eine Saison.

### International
Lüthi spielt seit der U16 in allen Juniorenauswahlen des Schweizer Eishockeyverbands und absolvierte bisher insgesamt 44 Partien mit den verschiedenen Juniorenteams.